# Sonata per a piano núm. 28 (Beethoven)
La Sonata per a piano núm 28, en la major, op. 101 de Ludwig van Beethoven fou composta al poble de Baden, al sud de Viena, durant l'estiu de 1816. Està dedicada a la baronessa Dorothea von Ertmann, una bona pianista. És considerada com l'obra que inicia el període de les sonates tardanes del compositor.
Aquesta va ser l'única de les seves 32 sonates que Beethoven mai va veure interpretada públicament, ja que no va poder assistir al concert el 1816, on l'obra fou interpretada per un pianista que a més era un funcionari de la banca.
Dura aproximadament uns 20 minuts.
Consta de quatre moviments:
1. Etwas lebhaft und mit der Innigster Empfindung (Vivaç i amb el més íntim sentiment)
2. Lebhaft. Marschmässig (Vivace alla Marcia)
3. Langsam und Sehnsuchtvoll (Lent i amb nostàlgia)
4. Geschwind, doch nicht zu sehr, und mit Entschlossenheit (No gaire veloç, i decidit)

Aquesta sonata és la primera de la sèrie del «període tardà» de les obres de Beethoven en el qual la seva música pren una direcció més íntima, personal i, fins i tot, introspectiva. Per a aquest període el compositor havia adquirit ja un mestratge en la forma, textura i tonalitat de manera que subvertia fins i tot les convencions que ell mateix havia dominat en el moment de crear les seves composicions anteriors. També és característic d'aquests treballs tardans la inclusió d'elements contrapuntístics com el cànon i la fuga.